# Juan Aldama (kommun)
Juan Aldama är en kommun i Mexiko.   Den ligger i delstaten Zacatecas, i den centrala delen av landet, 700 km nordväst om huvudstaden Mexico City. Antalet invånare är 20 543. Arean är 626 kvadratkilometer.
Terrängen i Juan Aldama är kuperad åt nordost, men åt sydväst är den platt.
Följande samhällen finns i Juan Aldama:
- Juan Aldama
- Ojitos